# Midtvejsvalget i USA 2010
Midtvejsvalget i USA 2010 var et midtvejsvalg, som blev afholdt tirsdag den 2. november 2010. Ved valget skulle der vælges 435 sæder til Repræsentanternes Hus, 37 sæder i USA's senat og 37 guvernører i USA's delstater.
Demokraterne havde flertal i Senatet og Repræsentanternes Hus fra 2006. Resultaterne fra valget viste at Demokratene mistede flertallet i Repræsentanternes Hus, men beholdt et et knapt flertal i Senatet.
Republikanerne lagde tidligt an til at gøre det godt i valget. En meningsmåling gennemført i slutningen af august viste at på en generel valgseddel ville 51% af stemmerne være på republikanerne, mens 41% ville være på demokraterne.